# The Brave
The Brave és una pel·lícula estatunidenca dirigida per Johnny Depp, estrenada l'any 1997. Ha estat doblada al català.
El guió és una adaptació de la novel·la homònima de Gregory Mcdonald.

## Argument
Per assegurar el futur de la seva família que viu en un barri de barraques, Rafaël (Johnny Depp), un jove desencantat, tanca un tracte amb un productor de cinema (Marlon Brando): en una setmana morirà davant d'una càmera pel seu film.

## Repartiment
- Johnny Depp: Raphael
- Marlon Brando: McCarthy, el productor
- Marshall Bell: Larry
- Elpidia Carrillo: Rita, la dona de Raphael
- Clarence Williams III: pare Stratton
- Frederic Forrest: Lou (pare)
- Max Perlich: Lou (fill)
- Luis Guzmán: Luis
- Alexis Cruz: Heyman
- Lupe Ontiveros: Maria
- Cody Lightning: Frankie, el fill de Raphael
- Nicole Mancera: Marta, la filla de Raphael
- Tricia Vessey: la primera filla a casa de Luis
- Tricia Peters: la segona filla a casa de Luis
- Floyd Westerman: Papà
- Iggy Pop: l'home que menja una enorme cuixa de pollastre

## Al voltant de la pel·lícula
- Molt decebut per les critiques americanes negatives després de la projecció del seu film en la preestrena i en competició al Festival de Canes 1997 (amb Tim Burton membre del jurat, presidit per Isabelle Adjani), Johnny Depp va decidir no distribuir el film als Estats Units.[3]
- Marlon Brando és present menys de 5 minuts al film, un paper curt que decebrà els seus fans, que pensaven que el seu paper era més llarg, i més actiu.
- Per algunes critiques de cinema, com les de Cahiers du Cinéma, la presència de Marlon Brando en aquest film era més aviat un cameo, i no un primer paper, i el seu nom en el cartell era més aviat una basa comercial, per atreure el gran públic, però això no funcionarà, i les entrades per aquest film van ser modestes. En aquest film, Johnny Depp és omnipresent, i la seva presència es menja la pantalla.